# フアン・ホセ・デ・ベルティス・サルセド
フアン・ホセ・デ・ベルティス・イ・サルセド（Juan José de Vértiz y Salcedo, 1719年 - 1799年）は、スペインの政治家、軍人、リオ・デ・ラ・プラタ副王領の第2代副王。
1778年に副王に就任し、地域開発・無人島の植民地化を行った。
1799年にスペインのマドリードで亡くなった。